# Zetti
Armelino Donizete Quagliato (Porto Feliz, 10 de janeiro de 1965), mais conhecido como Zetti, é um ex-futebolista e ex-treinador brasileiro, que atuava como goleiro. Atualmente é coordenador de goleiros das categorias de base do São Paulo, comentarista na rádio Top FM de São Paulo e possui uma academia de formação de goleiros "Fechando o Gol", voltado pra jovens e crianças.

## Carreira como jogador
Zetti iniciou a carreira nos infantis do Capivariano, de Capivari, onde viveu sua infância. De lá, foi para os juvenis do Guarani, de onde foi dispensado por ser "gordo". Foi em seguida para o Palmeiras, que, por ter muitos goleiros, o emprestou para o Toledo FC, do Paraná, em 1983, onde fez sua estréia como profissional. Voltaria para o Parque Antártica no ano seguinte e, após um ano sem entrar em campo, voltou ao Paraná para defender o Londrina, em 1985. Terminado o empréstimo, Zetti voltou ao Palmeiras no ano seguinte como terceiro goleiro.
Em 1987 estava na reserva de Martorelli, mas assumiu o gol do time depois de uma expulsão infantil do titular, em 1 de abril de 1987, em jogo válido pelo Campeonato Paulista. Martorelli teria voltado na partida seguinte à sua suspensão, contra o XV de Piracicaba, em 8 de abril, mas o técnico Carbone foi demitido depois de cinco jogos sem vitória, e o interino Minuca resolveu manter Zetti como titular, decisão confirmada pelo novo técnico, Valdemar Carabina. Ele havia estreado como titular no dia 5, na derrota para o São Bento por 1–0, mas nesse mesmo jogo deu início a uma seqüência de 1 238 minutos sem sofrer gols, que só seria interrompida pelo zagueiro Luís Pereira, do Santo André, em 24 de maio.
Nas semifinais do Paulistão tomou um frango incrível pelo meio das pernas, em falta cobrada pelo então são-paulino Neto, mas continuou sendo querido pela torcida.
No ano seguinte, ainda defendendo o Palmeiras, Zetti quebrou a perna numa disputa de bola com o jogador Bebeto, do Flamengo, em 17 de novembro, ficando afastado dos jogos por um longo tempo. Quando retornou, a vaga de titular tinha sido assumida por Velloso. Sem espaço no Palmeiras, comprou seu próprio passe com a ajuda de um amigo, tentou contrato com um clube da Suíça; mas acabou alugando seu passe ao São Paulo em 1990.
Adicionalmente, em 1993, ele concedeu uma entrevista ao Museu da Pessoa, na qual compartilhou sua história com o título "Um Goleiro de Gerações". Nessa ocasião, ele detalhou sua infância vivida no sítio, expressou profundo respeito pelo irmão mais velho, relembrou como deu seus primeiros passos no futebol aos sete anos e traçou sua jornada como goleiro. Durante a entrevista, ele também mencionou a influência marcante que o goleiro Emerson Leão teve em sua carreira, revisitou um incidente peculiar envolvendo chá de coca na Bolívia, ressaltou a importância da família em sua vida e revelou seu grande sonho de um dia competir na Copa do Mundo.

### São Paulo
Zetti chegou ao São Paulo em 1990, porém o clube tinha Gilmar, goleiro titular da equipe naquela época. Por causa disso, Zetti ficou na reserva durante alguns meses. Sua estreia pelo tricolor foi em 15 de julho do mesmo ano, em um amistoso contra o Pouso Alegre. Aproximadamente um mês depois de sua estreia a equipe principal, comandada pelo técnico Pablo Forlán, viajou ao México para disputar o torneio amistoso Solidariedad de León. A final, contra o Promotora Deportiva Chivas de Guadalajara, foi disputada em 14 de agosto. Pela primeira vez Zetti começou como titular, e o jogo terminou empatado por 1–1, com o São Paulo prevalescendo na disputa por pênaltis: 4–3.
Passou a ser o goleiro titular da equipe depois da saída de Gilmar para o Flamengo. A primeira partida de Zetti como titular do São Paulo em uma competição oficial aconteceu em 2 de setembro, na vitória por 1–0 contra o Bragantino, no Estádio do Morumbi, partida válida pelo Campeonato Brasileiro. Curiosamente o adversário do seu primeiro jogo como titular em uma competição oficial pelo São Paulo seria também o adversário da final do Campeonato Brasileiro de 1991.[carece de fontes?] Ainda na mesma semana, em 7 de setembro, chegou ao clube o jovem goleiro Rogério Ceni, que assumiria a vaga de titular após a saída de Zetti para o Santos, em 1997.
Logo após completar a sua décima partida como titular da equipe, Zetti viu chegar ao clube Telê Santana para assumir o cargo de técnico do time, substituindo Pablo Forlán. Com Telê Santana, Zetti conseguiu ainda naquele ano disputar sua primeira decisão em Brasileirões, perdida para o Corinthians após duas derrotas por 1–0. No ano seguinte, porém, começaria a fase mais vitoriosa da sua carreira como jogador. Zetti foi o goleiro titular da equipe comandada por Telê, que conquistou: dois Mundiais de Clube, duas Libertadores, uma Supercopa Libertadores, duas Recopas Sul-Americanas, uma Copa Master da Conmebol, um Campeonato Brasileiro, dois Campeonatos Paulistas e vários torneios amistosos tradicionais na Europa, como Troféu Ramón de Carranza e o Troféu Teresa Herrera.
Seu bom desempenho como goleiro do São Paulo fez com que a Federação Internacional de História e Estatísticas do Futebol (IFFHS) o elegesse o quinto melhor goleiro do mundo em 1993.[carece de fontes?] Além disso, pela primeira vez foi convocado para defender a seleção brasileira e, pouco tempo depois, também faria parte do elenco que conquistou o tetracampeonato mundial pela seleção brasileira na Copa do Mundo de 1994, como reserva imediato do titular Taffarel.
Em 1991 Zetti conquistou seus primeiros títulos da carreira como jogador. Seu primeiro título veio no Campeonato Brasileiro de 1991: após terminar a primeira fase em primeiro lugar, o goleiro teve um bom desempenho nas duas partidas da semifinal contra o Atlético Mineiro, que terminaram empatadas. O resultado agregado classificou o São Paulo para a final, pois o clube tinha a melhor campanha. Na final, contra o Bragantino, o tricolor venceu o primeiro jogo, no Morumbi, por 1–0, e, na decisão, no Estádio Marcelo Stéfani, Zetti colaborou decisivamente ao realizar defesas importantes que fizeram o jogo terminar empatado sem gols, resultado que deu ao São Paulo o título. Com a conquista do título, o time conquistou também uma vaga para a Taça Libertadores da América de 1992.
Ainda ganharia o seu segundo título pelo São Paulo no final do ano: na final do Campeonato Paulista de 1991, o São Paulo venceu o Corinthians, com uma vitória por 3–0 no primeiro jogo e um empate sem gols no segundo.
No ano seguinte o goleiro teve uma temporada ainda mais vitoriosa do que 1991, e ganhou a Libertadores, a Copa Intercontinental e o Campeonato Paulista. A participação de Zetti foi fundamental para a conquista da Libertadores, com defesas nas fases decisivas, que ajudaram o time chegar à final, contra os argentinos do Newell's Old Boys. Na primeira partida da final, disputada em Rosário, o São Paulo perdeu por 1–0, o que obrigava o time a vencer o segundo jogo, disputado no Morumbi. A vitória pelo placar mínimo forçou uma decisão por pênaltis, quando Zetti defendeu a última cobrança argentina, feita por Gamboa, e garantiu o título. Ao levantar-se do chão, gritou: "Sou campeão da América!" Ao lado de Raí e Müller, era um dos homens de confiança do técnico Telê Santana.
Ao sagrar-se campeão da Libertadores, o time classificou-se para disputar a Copa Intercontinental, que seria disputado no final do ano, além da Recopa Sul-Americana de 1993, contra o campeão da Supercopa Libertadores de 1992 (que seria o Cruzeiro) e da primeira edição da Copa Ouro. Além disso, passaria a disputar a Supercopa Libertadores, competição que reunia apenas os clubes que já haviam conquistado a Libertadores.
Em agosto, o goleiro viajou duas vezes com o time para a Espanha. Na primeira viagem, a conquista do Troféu Teresa Herrera, com direito a goleada por 4–1 sobre o Barcelona na final; na segunda, após duas rodadas do Campeonato Paulista, novo título, desta vez do Ramón de Carranza, e outra goleada na final sobre uma potência europeia: 4–0 sobre o Real Madrid.
Em dezembro, maratona de decisões: no dia 5, o primeiro jogo da decisão do Paulistão, vitória por 4–2 sobre o Palmeiras. Após o jogo a equipe viajou para o Japão, onde seria disputada a Copa Intercontinental, contra o então campeão europeu, o Barcelona, na época chamado de Dream Team, por causa dos jogadores que nele atuavam. No dia 13 a vitória do São Paulo por 2–1 sobre os espanhóis, no Estádio Nacional de Tóquio, deu a Zetti e ao São Paulo o primeiro título intercontinental. Uma semana depois houve a conquista do bicampeonato estadual, com nova vitória sobre o Palmeiras, desta vez por 2–1.
O ano de 1993 foi o melhor e também o mais vitorioso da sua carreira. Conquistou uma Quádrupla Coroa Internacional, pelos títulos da Libertadores, da Copa Intercontinental, da Supercopa Libertadores e da Recopa Sul-Americana. Além dessas quatro competições, o time ainda tinha que disputar o Campeonato Paulista, o Campeonato Brasileiro, a Copa do Brasil e a Copa Ouro. Isso fez o técnico Telê Santana escalar os reservas em várias partidas, para a equipe titular poder descansar. Entre os goleiros que jogaram na vaga de Zetti, estrearia Rogério Ceni. Nesse ano o São Paulo jogou um total de 97 partidas.
O primeiro título do ano foi o bicampeonato da Libertadores, praticamente garantido após uma goleada por 5–1 no primeiro jogo da final contra o Universidad Católica, do Chile, no Morumbi. A derrota no Chile por 2–0 valeu o título.
A Recopa Sul-Americana foi o segundo título de Zetti e do São Paulo no ano. Após dois empates sem gols contra o Cruzeiro, no Morumbi e no Mineirão, a decisão foi para os pênaltis. Zetti defendeu a cobrança de Ronaldo e colaborou para que o São Paulo levasse o título em pleno Mineirão.
O goleiro comemorou o terceiro título no ano ao ser campeão da Supercopa Libertadores. Os dois jogos contra o Flamengo terminaram empatados por 2–2, com a primeira partida no Maracanã e a segunda no Morumbi. Após o término do segundo jogo, a disputa foi para os pênaltis. Marcelinho Carioca, do Flamengo, errou a sua cobrança, ao chutar na trave direita de Zetti. Como todos os jogadores tricolores marcaram, o São Paulo ficou com o título.
Durante o ano, pela primeira vez o goleiro foi convocado pra defender a seleção brasileira.
No final do ano haveria a Copa Intercontinental, contra o Milan, da Itália, em 12 de dezembro, no Estádio Nacional de Tóquio. A equipe italiana, chamada de Gli Invicibili (em português, "os invencíveis"), acabou superada por 3–2 pelo São Paulo, que ficou com o bicampeonato. Com a conquista, o São Paulo, assim como Zetti, conquistou a Quádrupla Coroa Internacional.
Para consagrar-se ainda mais aquele ano, Zetti foi eleito o quinto melhor goleiro do mundo pela IFFHS. Ele foi o primeiro goleiro atuando por um clube brasileiro a ficar entre os dez melhores.
O ano de 1994 tinha tudo para ser tão bom quanto o ano anterior, porém Zetti só comemoraria o título da Recopa Sul-Americana, justamente na primeira decisão do ano. Pelo regulamento o tricolor automaticamente teria que ser declarado o campeão da Recopa de 1994, já que o clube havia conquistado a Libertadores e a Supercopa Libertadores de 1993. Porém a Confederação Sul-Americana de Futebol escolheu o Botafogo, que havia sido campeão da Copa Conmebol de 1993, para decidir o título da Recopa com o São Paulo. A final foi disputada em 3 de abril, no Estádio Universiade Memorial de Kobe, no Japão. O jogo terminou com a vitória do São Paulo por 3–1, tornando-se, assim, o primeiro bicampeão consecutivo da Recopa.
No meio do ano Zetti foi convocado para ser o reserva imediato de Taffarel na Copa do Mundo de 1994, uma reserva bastante contestada na época. Muitos dizem ser uma das grandes injustiças na seleção brasileira. Taffarel não estava em boa fase, ele era terceiro goleiro no time do Reggiana, na Itália. Enquanto o Zetti estava em uma fase espetacular, jogando muito, com muita confiança. De qualquer forma, Zetti foi campeão mundial em 1994, agora pela Seleção.
Na Libertadores, alcançou a final pelo terceiro ano consecutivo, porém desta vez acabou com o vice-campeonato ao perder para o Vélez Sársfield, da Argentina. O São Paulo perdeu por 1–0 na Argentina e devolveu o placar no Morumbi, levando a decisão para os pênaltis. O goleiro Chilavert, do time argentino, defendeu o chute de Palhinha, e o Vélez acabou com as chances de o São Paulo conquistar o tricampeonato consecutivo.
O ano de 1995 foi ainda pior do que 1994: nesse ano Zetti não conquistou nenhum título oficial, e o ciclo vitorioso da "Era Telê Santana" começaria a acabar. O ano seguinte foi o último ano de Zetti como jogador do São Paulo. No seu último ano, conquistou a Copa Master da Conmebol — ganhando a final sobre o Atlético Mineiro, no Estádio José Fragelli, em Cuiabá, por 3–0. O torneio, organizado pela Conmebol, foi disputado entre os quatro times que já haviam conquistado a Copa Conmebol. O tricolor fora campeão da Copa Conmebol de 1994, mas o goleiro não participara da conquista porque o São Paulo inscreveu a maioria dos jogadores da categoria Juniores para que ganhassem experiência. Mesmo assim o São Paulo acabou sendo o campeão, com a equipe que ficou conhecida como "Expressinho".
Pelo São Paulo, Zetti disputou 432 jogos, sofrendo 428 gols, com uma média de 0,99 por jogo, a quarta menor entre os dez goleiros que disputaram mais jogos pelo clube. A partir de seu período no Morumbi teve como marca registrada o uniforme com calças, hábito que influenciou Rogério Ceni, que jogava na equipe júnior do São Paulo e mais tarde seria reserva de Zetti. Ao fim de quase seis anos e meio como goleiro titular, ganhou passe livre da diretoria, que queria promover Rogério a titular, e transferiu-se para o Santos.

### Santos
Permaneceu por três anos e acumulou mais dois títulos (Torneio Rio-São Paulo, em 1997, e Copa Conmebol, em 1998). Seguiram-se passagens por Fluminense, União Barbarense e Sport, onde em 2001 encerrou a carreira.

## Carreira como treinador
Após encerrar a carreira de dezoito anos como jogador, Zetti ficou afastado do futebol por dois anos, quando fez um curso de treinador e treinou os juniores do São Paulo. Em 2003 assumiu a sua primeira equipe profissional, o Paulista de Jundiaí. Em 2004, assumiu o comando técnico do Fortaleza onde conseguiu levar a equipe de volta à primeira divisão do futebol brasileiro, terminando a série B do brasileirão em 2º lugar. Teve curtas passagens por outros clubes até assumir o Atlético Mineiro em 2007. Porém, após onze jogos no comando da equipe, foi dispensado. Somando três vitórias, cinco empates e três derrotas, Zetti deixou o clube mineiro na 15ª posição do Campeonato Brasileiro e assumiu o Fortaleza uma semana depois. Ele ficou no time cearense até a antepenúltima rodada da Série B, quando duas derrotas contra times ameaçados pelo rebaixamento (Remo e São Caetano), sendo a segunda delas em casa, acabaram com as chances de acesso do time e fizeram com que o treinador, que tinha apenas um contrato verbal, pedisse demissão do cargo. Em fevereiro de 2008 Zetti foi contratado para comandar o Ituano no lugar de Pintado, que foi para o São Caetano, e um mês depois aceitou convite para dirigir o Juventude até o final da temporada. No seu terceiro jogo no comando, o time de Caxias do Sul eliminou o Grêmio do Campeonato Gaúcho, quebrando uma escrita de quatro anos sem vitórias sobre o clube da capital gaúcha. Em 5 de maio de 2009 foi anunciado como treinador do Paraná Clube. Em 2010 voltou ao Ituano, agora como auxiliar-técnico.
Desiludido com a profissão, Zetti abandonou a carreira de treinador (apesar de, em tom de brincadeira, afirmar que só se aventuraria novamente se fosse convidado a trabalhar no Barcelona ou no Real Madrid) e passou a priorizar outros projetos, como sua Academia de Goleiros. "Eu perdi o gosto", afirmou, em 2013, o ex-goleiro. "Fiquei viajando muito. Em dois anos, trabalhei em sete clubes, do Ceará ao Rio Grande do Sul. Não era isso que queria. Queria um clube em que houvesse confiança mútua entre eu e os diretores. Ficam devendo salário aos atletas, não têm planejamento. Essa foi minha grande decepção. Acho que eu queria mudar o futebol e não consegui."

## Outros projetos
Zetti foi cometarista do programa Bola na Rede, da RedeTV. Atualmente desempenha a função no canal ESPN Brasil. Também dedica-se à pintura nas horas vagas. Inaugurou no final de 2008 a Fechando o Gol, uma escola inteiramente voltada para a preparação de goleiros que fica no Esporte Clube Banespa na capital Paulista.
Em 2013 foi convidado pra participar do reality show Menino de Ouro, exibido pelo SBT.
A partir de março de 2017, passou a fazer parte da equipe "Show de Bola" da Rádio Capital de São Paulo, AM 1040, onde atua como comentarista.
Em 2019, entrou pra equipe de esportes da rádio Top FM 104,1 de São Paulo. Divide a bancada com os repórteres Luiz Carlos Quartarollo,  Wagner Prado e o apresentador Weber Lima.
Em 8 de abril de 2021, foi anunciado pelo São Paulo como coordenador da formação de goleiros da base do clube.

## Títulos

### Como jogador
São Paulo
- Mundial de Clubes: 1992 e 1993
- Copa Libertadores da América: 1992 e 1993
- Recopa Sul-Americana: 1993 e 1994
- Supercopa da Libertadores da América: 1993
- Copa Master da Conmebol: 1996
- Campeonato Brasileiro: 1991
- Campeonato Paulista: 1991[27] e 1992[28]
- Copa dos Campeões Mundiais: 1995 e 1996

Santos
- Torneio Rio-São Paulo: 1997
- Copa Conmebol: 1998

Seleção Brasileira
- Copa do Mundo: 1994
- Copa Umbro: 1995

## Prêmios individuais
- Quinto Melhor Goleiro do Mundo: 1993
- Goleiro da "equipe ideal" do Brasil (O Estado de S. Paulo): 1992[29]